# Kaiserau (Admont)

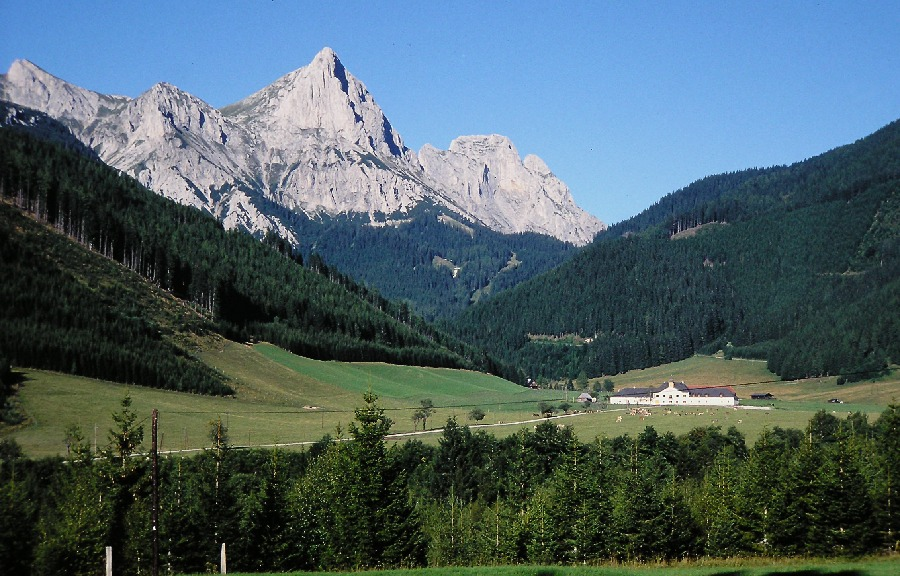
Im Hochtal der Kaiserau mit Blick zum Admonter Kalbling

Die Kaiserau ist eine auf rund 1100 m ü. A. liegende Hochebene südlich von Admont. An ihrem Westende befindet sich die Passhöhe (1094 m) zwischen dem Hallwegbach (im Süden, zur Palten) und dem Lichtmeßbach (im Norden, zur Enns), die durch die L713 erschlossen ist. In der Kaiserau befindet sich das Schloss Kaiserau.

## Sport
Die Kaiserau kann als Ausgangspunkt zahlreicher Wanderungen dienen. Naheliegende Gipfel sind etwa Admonter Kalbling, Sparafeld, Riffel und Lahngangkogel. Nächster alpiner Stützpunkt ist die über eine Mautstraße erreichbare Klinke-Hütte.
Im Winter stehen Skilifte und eine Skischule sowie eine Langlaufloipe zur Verfügung.
Der österreichische Arzt und Schriftsteller Franz Sartori besuchte die Kaiserau.